# Kathinka Frisk
Kathinka Frisk (Stoccolma, 2 aprile 1942) è un'ex sciatrice alpina svedese.

## Biografia
Sciatrice polivalente cresciuta in Svizzera e attiva dal 1959, Kathinka Frisk in campo internazionale debuttò in occasione delle SDS-Rennen 1960 (Grindelwald, 6-8 gennaio), dove si classificò 44ª nello slalom speciale, e ai Mondiali di Chamonix 1962 (10-18 febbraio), sua unica presenza iridata, si piazzò 36ª nella discesa libera, la sola gara nella quale prese il via. Ottenne i migliori risultati ai trofei Holmenkollen-Kandahar 1963 (Holmenkollen, 14-15 marzo), dove fu 10ª nello slalom gigante, 7ª nello slalom speciale e 8ª nella combinata, e Årebragden 1964 (Åre, 14-15 marzo), dove si classificò 10ª nello slalom gigante, 10ª nello slalom speciale e 9ª nella combinata; si ritirò al termine di quella stessa stagione 1963-1964 e la sua ultima gara fu lo slalom speciale disputato a Östersund il 17 marzo, chiuso dalla Frisk all'8º posto. Non prese parte a rassegne olimpiche; dopo il ritiro partecipò al circuito professionistico nordamericano (Pro Tour) e si stabilì negli Stati Uniti, dove sposò il senatore John V. Tunney e partecipò all'organizzazione degli Special Olympics.

## Palmarès

### Campionati svedesi
- 7 medaglie (dati parziali):
  - 6 ori (discesa libera nel 1959; discesa libera nel 1960; discesa libera nel 1961; discesa libera nel 1962; slalom gigante nel 1963; discesa libera nel 1964)[1][2][3]
  - 1 argento (dati parziali: slalom speciale nel 1963[3])

## Riconoscimenti
- Djurgårdens Hall of Fame (2022)[2][3]